# Lista de monumentos de Cospicua
Esta é uma lista de monumentos de Cospicua, Malta, que estão listados no Inventário Nacional da Propriedade Cultural das Ilhas Maltesas.

## Lista
| Nome                                    | ID    |
| --------------------------------------- | ----- |
| Capela de São João Elimonsinier         | 00659 |
| Pintura de São João Batista             | 00660 |
| Estátua da Imaculada Conceição          | 00661 |
| Igreja de São Paulo                     | 00662 |
| Nicho da Maria de Lourdes               | 00663 |
| Nicho de Cristo Crucificado             | 00664 |
| Nicho de São José                       | 00665 |
| Nicho da Assunção                       | 00666 |
| Nicho da Imaculada Conceição            | 00667 |
| Igreja da Imaculada Conceição           | 00668 |
| Igreja Paroquial da Imaculada Conceição | 00669 |
| Estátua da Imaculada Conceição          | 00670 |
| Oratório do Crucifixo                   | 00671 |
| Nicho da Maria das Dores                | 00672 |
| Estátua de Santo Elias                  | 00673 |
| Igreja de Santa Teresa de Ávila         | 00674 |
| Nicho da Imaculada Conceição            | 00675 |
| Igreja de São José                      | 00676 |
| Igreja de Santa Margarida               | 00677 |
| Estátua da Imaculada Conceição          | 00678 |
| Nicho de São Miguel                     | 00679 |
| Nicho Vazio (Imaculada Conceição)       | 00680 |
| Nicho Vazio (Imaculada Conceição)       | 00681 |
| Nicho da Natividade de Maria            | 00682 |